# 恰拉水库
恰拉水库是一个位于中国新疆巴音郭楞尉犁县的水库，位于塔里木河下游，在天山南边的塔里木盆地的东北边缘。该水库是一座灌注式平原水库，向南51公里有恰拉村，附近有218国道。